# Führer-Grenadier-Division

Insignia de la División Großdeutschland.

La Brigada de Granaderos Führer (en alemán: Führer-Grenadier-Division), anteriormente Führer Grenadier Battalion, más tarde Führer Grenadier Division, fue una unidad de combate de élite del ejército alemán que actuó durante la Segunda Guerra Mundial. La Führer Grenadier Brigade a veces se percibe erróneamente como parte de las Waffen-SS, mientras que en realidad era una unidad del Ejército y estaba técnicamente asignada a la División Großdeutschland. Este concepto erróneo proviene de su deber original de custodiar el cuartel general de Hitler en Prusia Oriental, la Wolfsschanze, una tarea que sonaba similar a la de la 1.ª División Leibstandarte SS Adolf Hitler, que a su vez provenía del cuerpo de guardaespaldas original del Führer. Combatió tanto en el frente oriental como en el occidental, la brigada se rindió a las fuerzas estadounidenses en Austria en 1945.

## Creación
La Führer Grenadier Brigade se formó en abril de 1943 para actuar como una segunda unidad de guardia en el perímetro exterior de la Wolfsschanze de Hitler en Rastenburg, Prusia Oriental.
A pesar de la idea de que los guardaespaldas de Hitler fueron retirados de las SS, un pequeño destacamento fue sacado del Regimiento Wach para convertirse en los guardaespaldas privados de Hitler. Esta unidad se llamó Führer Begleit (o Escolta del Führer), y finalmente se expandió al tamaño de una división (ver Führerbegleitbrigade).

## Brigade- Frente Oriental
En 1944, el batallón fue reorganizado como una brigada blindada en Bad Fallingbostel. El personal se seleccionó del grupo de personal seleccionado a mano de la División Großdeutschland. En octubre de 1944, fue asignado a XXVII Cuerpo del 4.º Ejército y enviado a las cercanías de Gumbinnen. Lucharon en Daken y Grosswaltersdorf del 21 al 23 de octubre. La brigada operó en conjunto con la 5.ª División Panzer y la División Hermann Göring.

## Frente Oriental -Wacht am Rhein
Entre el 11 y el 17 de diciembre de 1944, la brigada fue enviada al oeste para participar en la Operación Herbstnebel. La composición de la brigada no coincidía con ninguna configuración de unidad estándar. La División Großdeutschland nunca luchó en el frente occidental en 1944–45 (sí vio acción en la campaña de 1940). Como parte de la Großdeutschland, a la FGB se le permitió usar la insignia del título del brazalete. Se le ordenó a la Großdeutschland que usara el título de la manga en la manga derecha (al igual que los veteranos de la campaña del norte de África o la toma de Creta con sus propias bandas de honor), mientras que las SS llevaban las suyas a la izquierda. En 1945, la brigada recibió su propio título de brazalete, FGB. La FGB fue asignada a la Reserva del 7.ª Ejército para la Operación Herbstnebel.

## Division- 1945
La brigada fue sacada de la línea del frente a principios de enero. Sobre el papel, se amplió a una división y se asignó al Grupo de Ejércitos Vístula. En abril, fue reasignado al 6.º Ejército SS Panzer. La Führer-Grenadier-Division se rindió a las tropas estadounidenses en mayo de 1945 cerca de Viena, Austria.

## Comandantes
| Führer Grenadier Brigade (abril de 1943 – mayo de 1945)                      |                                               |
| En proceso                                                                   | 1                                             |
| En proceso                                                                   | 1                                             |
| Oberst Hans-Joachim Kahler (herido grave)                                    | 10 de julio de 1944 – 23 de diciembre de 1944 |
| Major von Courbière                                                          | diciembre de 1944 – enero de 1945             |
| Generalmajor Hellmuth Mäder (Führer Grenadier Division)                      | 26 de enero de 1945 – 1 de febrero de 1945    |
| Generalmajor Erich von Haßenstein (1 de febrero de 1945 – 8 de mayo de 1945) | 1 de febrero de 1945 – 8 de mayo de 1945      |

## Portadores de la Cruz de Caballero de la Cruz de Hierro
- Generalmajor Hellmuth Mäder - 18 de abril de 1945

### 101 Regimiento Panzer
- Hauptmann Herbert Hensel - 5 de marzo de 1945

### 99 Regimiento de Granaderos Panzer
- Major Ernst-Günter Lehnhoff - 12 de diciembre de 1944

## Orden de batalla
- Imagen del brazalete introducido en 1944. Del sitio web de GD for CM, cortesía del webmaster.101 Panzer Regiment
  - 1 Companie - 12 Panthers
  - 2 Companie - 12 Panthers
  - 3 Companie - 12 Panthers

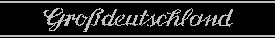
Imagen del brazalete introducido en 1944. Del sitio web de GD for CM, cortesía del webmaster.

  - 4 Companie - 11 Jagdpanthers with 88mm Pak 43
  - 5 Companie - 14 Stug III
- 99 Panzergrenadier Regiment - 92 blindados
- Artillerie Regiment 'FGB'(-) - 12 - armas de 150mm (10 armas prestadas a la Brigada Panzer de Skorzeny 150 durante Herbstnebel)
- 911 Sturmgeschutz Brigade
  - 1 Companie - 10 Stug III
  - 2 Companie - 14 Stug III
  - 3 Companie - 6 Stug III
- 124 Flak Abteilung
- Kampfschule 'FGB'
- 1124 Infantriegeschutz Kompanie
- 1124 Panzerjäger Kompanie - 3 Marder III, 4 Jagdpanthers, 6 Hetzer
- 1124 Panzer Aufklärungs Kompanie
- 1124 Flak Kompanie - 26 guns
- 1124 Pionier Kompanie
- 1124 Nachrichten Abteilung
- Nachschub Truppe 'FGB'
- Werkstatt Kompanie 'FGB'
- Sanitäts Kompanie 'FGB'